# Новопишмінське
Новопишмі́нське (рос. Новопышминское) — село у складі Сухолозького міського округу Свердловської області.
Населення — 2255 осіб (2010, 2218 у 2002).
Національний склад населення станом на 2002 рік: росіяни — 87 %.